# Paranerice hobei
Paranerice hobei är en fjärilsart som beskrevs av Yang 1978. Paranerice hobei ingår i släktet Paranerice och familjen tandspinnare. Inga underarter finns listade i Catalogue of Life.